# Stilpnogaster auriannulatus
Stilpnogaster auriannulatus là một loài ruồi trong họ Asilidae. Stilpnogaster auriannulatus được Hine miêu tả năm 1906.